# Abbildzüchtung
Unter einer Abbildzüchtung, fälschlich auch Rückzüchtung genannt, versteht man eine Tierrasse, die mit dem Ziel gezüchtet wird, der Wildform des jeweiligen Haustieres (Beispiele: Auerochse, Wildpferd) oder einer ausgestorbenen Haustierrasse (Beispiel Düppeler Weideschwein) im Erscheinungsbild (Phänotyp) möglichst nahezukommen. Dazu werden meist Kreuzungen von Haustierrassen mit ursprünglichen Körper- und/oder Wesensmerkmalen vorgenommen. Abbildzüchtungen können die ausgestorbene Wildform oder Rasse nicht ersetzen oder wiederherstellen, sondern lediglich imitieren. Folglich ist der häufig verwendete synonyme Ausdruck „Rückzüchtung“ ungenau und missverständlich. Es gibt auch partielle Abbildzüchtungen wie z. B. den Tamaskan, bei denen eine Rasse nur in ihrem äußeren Erscheinungsbild an eine noch existierende Wildform angeglichen wird und auf Einkreuzung der Wildform verzichtet wird, um die Abbildzüchtung von unerwünschten Verhaltensmerkmalen der Wildform frei zu halten.
Die Authentizität einer Abbildzüchtung hängt von der Qualität der Umsetzung ab. Manche Rassen, wie das Heckrind, vermitteln nur ein vages oder gar falsches Bild der Stammform. Nicht zu verwechseln ist die Abbildzüchtung mit der Dedomestikation, der Rückkreuzung oder der CRISPR/Cas-Methode.

## Fokus
Während in der Natur diejenigen Individuen überleben und sich fortpflanzen, die an die in die Umweltbedingungen ihres Lebensraums gut angepasst sind, wählt der Mensch im Zuge der Domestizierung oft gezielt besonders umgängliche, auffällige oder ertragreiche Tiere zur Zucht aus. Somit unterscheiden sich die Selektionsbedingungen der Natur und des Menschen, weshalb sich Tiere durch die Domestikation in Erscheinungsbild, Verhalten und Genetik verändern. Ziel der Abbildzüchtung ist es, eine Rasse zu züchten, die der ausgestorbenen Stammform eines Haustieres nahekommt oder gleicht. Meist wird dabei nur auf phänotypische Merkmale geachtet, doch einzelne Projekte, wie TaurOs Project, beachten auch den genetischen Aspekt. Für eine Abbildzüchtung müssen einzelne ursprüngliche Eigenschaften, die sich bei verschiedenen Rassen dieses Haustiers noch finden, wieder in der Art und Weise zusammengefügt werden, wie sie bei der ausgestorbenen Stammart vermutet werden. Voraussetzung dafür ist, dass diese gesuchten Einzeleigenschaften noch bei verschiedenen domestizierten Rassen oder Einzeltieren vorhanden sind. Tiere mit solchen Eigenschaften werden dann ausgewählt und gezielt gekreuzt.
Da eventuell nicht mehr alle Allele der Stammformen in den modernen Nachkommen vorhanden sind, oder dem Züchter nicht alle phänotypischen Aspekte des Wildtieres bekannt sind, ist es immer fraglich, ob ein so entstandenes Tier seiner Stammform tatsächlich voll entsprechen kann. Um genetische Aspekte ausreichend abzudecken, müsste sowohl das mitochondriale als auch nukleare Genom der ausgerotteten Wildformen entschlüsselt sein.
Da viele primitive Haustierrassen Verhaltensaspekte von ihren ausgerotteten Vorfahren übernommen haben und unter natürlichen Bedingungen überleben können, wird vermutet, dass Ersatzzüchtungen in der Wildnis ähnlich fungieren wie ihre Stammformen. Denn der Mensch hat durch die Domestikation hauptsächlich äußere körperliche Merkmale verändert, nicht jedoch innere Mechanismen wie etwa den Verdauungsapparat. Das Nahrungsspektrum sollte daher bei Wildform und der dedomestizierten Hausform dasselbe sein. Auch kann natürliche Selektion in der Wildnis nach Auswilderung der durch Abbildzüchtung entstandenen Tiere die Rasse im Laufe vieler Generationen noch näher an die Wildform heranführen, da dort die Individuen mit den für das Überleben wichtigen Eigenschaften sich am erfolgreichsten fortpflanzen. Bei großen Herbivoren wäre hierfür ein ausreichendes Aufgebot an entsprechenden Raubtieren vonnöten, das im heutigen Europa jedoch oft nicht vorhanden ist. Schließlich hat die Abbildzüchtung zwar zu einem dem Original ähnlichen Tier geführt, doch ist dessen Genpool mit ihrem Aussterben verloren gegangen und nicht wiederherzustellen.
Zu unterscheiden ist zwischen einer Abbildzüchtung aus Haustieren und deren Stammform und Abbildzüchtung aus mit einem ausgerotteten Tier verwandten, nicht domestizierten Tieren, da bei ersterer Methode mit den abgewandelten Nachkommen des gewünschten Tieres gearbeitet wird, bei letzterer Methode jedoch mit einer ganz anderen Art oder Unterart. Auch hier werden die dem Zieltier ähnlichsten noch lebenden Tiere ausgewählt und gekreuzt, um durch gezielte Selektion ein der ausgerotteten Tierform optisch ähnliches Tier zu erhalten, so etwa beim Quagga. Da das Quagga eine eigenständige Population des Steppenzebras, Equus quagga, war, sind die speziellen Allele dieser Form mit ihrer Ausrottung verschwunden. Eventuelle Ähnlichkeiten heutiger Steppenzebras werden daher rein oberflächlicher Natur sein.

## Zweck
Authentische Abbildzüchtungen sind besonders für Renaturierung und Naturschutz interessant, da sie als Ersatz für die vom Menschen ausgerotteten Stammformen fungieren können. Es ist anzunehmen, dass eine gelungene Abbildzüchtung die ökologischen Kriterien der Wildform erfüllt, wenn etwa Aspekte wie Futterwahl, Robustheit, Verteidigung gegen Raubtiere bzw. Jagdinstinkt etc. denen der Wildform weitestgehend entsprechen. Die Auswilderung der Tiere, welche ähnlich wie die Stammform agieren, ist daher die Wiedereinbringung einer ökologischen Komponente, welche durch den Einfluss des Menschen, etwa Habitatzerstörung oder Jagd, einst verloren ging. Sie ermöglicht ein originalgetreues Zusammenspiel der Tier- und Pflanzenarten in einem Ökosystem. Eine Abbildzüchtung muss übrigens nicht automatisch die der Stammform ähnlichste Rasse sein, da dies von der Qualität der Umsetzung des Zuchtversuchs und der Ursprünglichkeit anderer Rassen abhängt. Ein Beispiel hierfür ist das Heckrind, das weniger phänotypische Eigenschaften mit dem Ur teilt als etwa das Spanische Kampfrind.

## Zucht mit domestizierten Nachkommen

### Auerochse

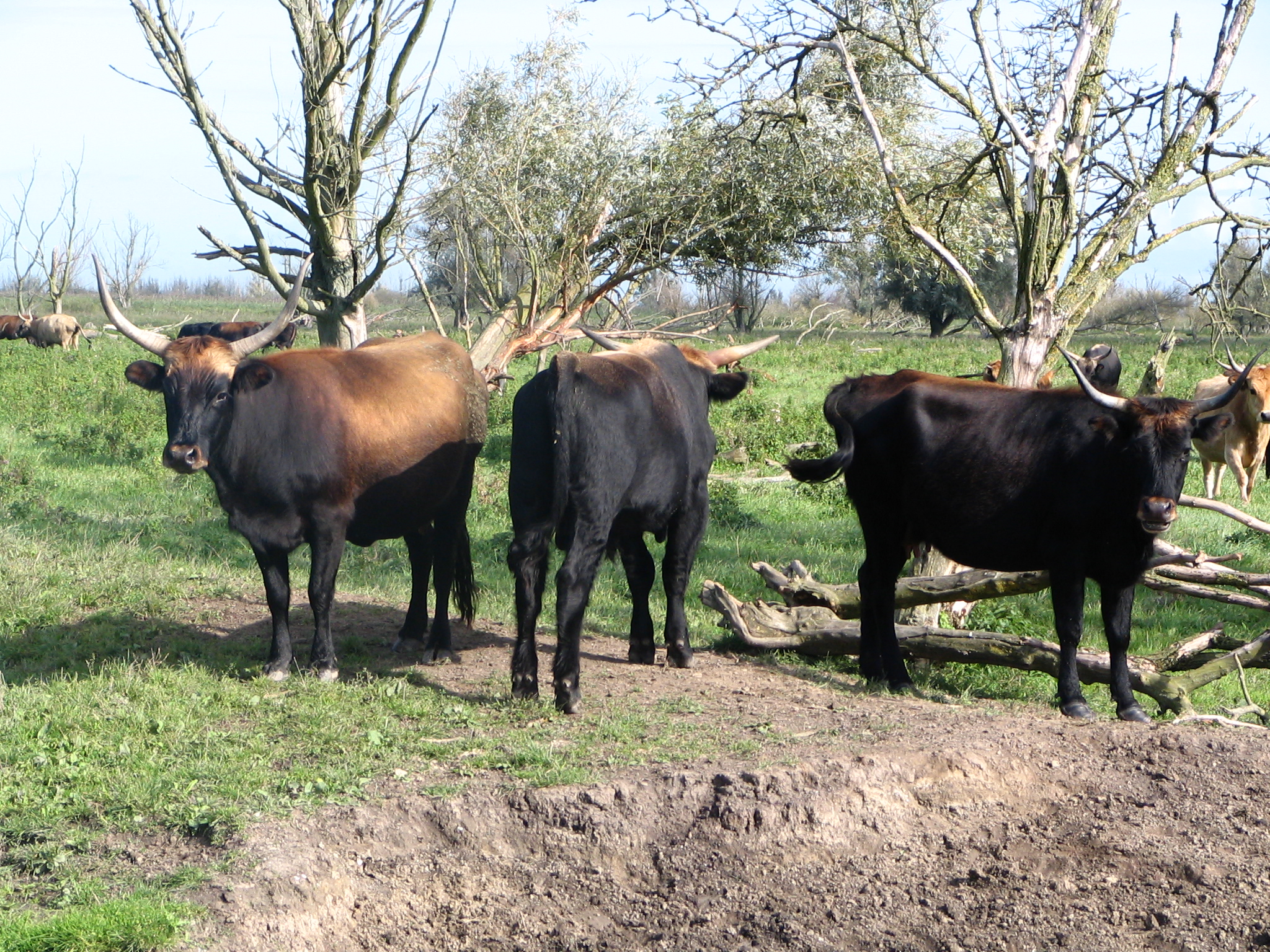
Das Heckrind ähnelt hauptsächlich farblich und in der Hornform dem Auerochsen. Weitere, phänotypisch authentischere und ökologisch ebenfalls taugliche Abbildzüchtungen werden derzeit angestrebt.

Der Auerochse starb im Jahre 1627 infolge von Jahrhunderte langer Habitatszerschneidung und Bejagung aus. Im modernen Naturschutz wird die Rolle von Großherbivoren in Ökosystemen als essentiell erkannt (siehe Megaherbivorenhypothese), weshalb die Notwendigkeit eines geeigneten Ersatzes für dieses Wildtier gegeben ist. Obwohl die Idee eines solchen Experimentes bereits 1835 formuliert wurde (siehe Hauptartikel), wurde es das erste Mal von den Brüdern Heinz und Lutz Heck versuchsweise umgesetzt. Das entstandene Heckrind ist laut wissenschaftlicher Literatur im Wesentlichen ein Robustrind mit dem üblichen Körperbau eines Hausrinds sowie farblichen Charakteristika des Auerochsen und längeren Hörnern.
Da das Heckrind phänotypisch in vielen Punkten vom Original abweiche, wünschen verschiedene Autoren bessere Abbildzüchtungen. So die Arbeitsgemeinschaft Biologischer Umweltschutz und der NABU, die alte Rinderrassen wie Sayaguesa, Spanisches Kampfrind und Chianina mit Heckrindern kreuzen und durch Selektivzucht ein dem Auerochsen optisch besser gleichendes Rind schaffen wollen, das Taurusrind. Ein weiteres Projekt, TaurOs Project, verzichtet gänzlich auf Heckrinder und arbeitet mit Primitivrassen nach engeren Kriterien; hier werden Sayaguesa, Pajuna, Maremmana primitivo, Limia-Rinder, Maronesa sowie – in nördlicheren Tauros-Herden – das Schottische Hochlandrind verwendet.

### Tarpan

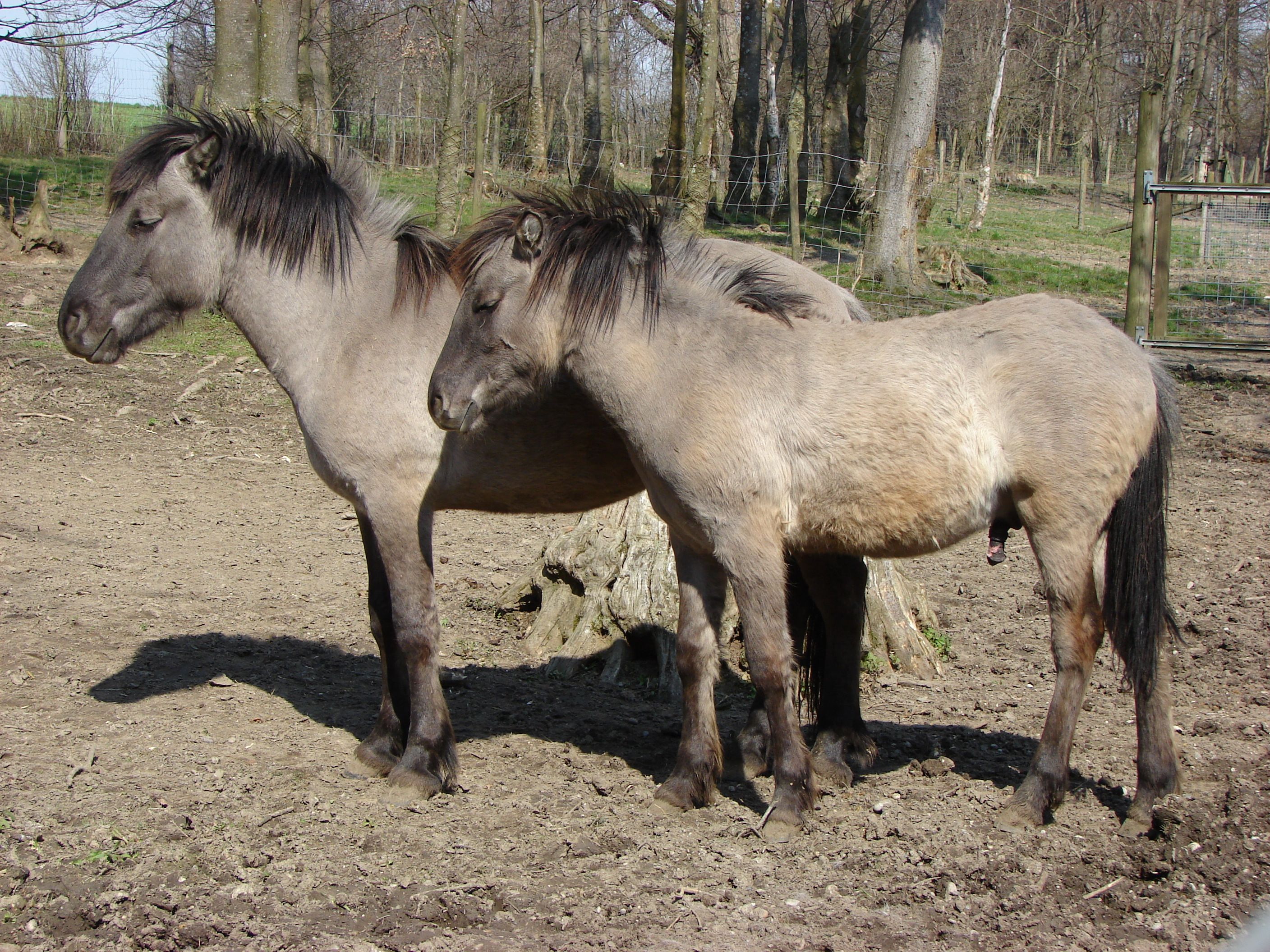
Heckpferde mit deutlichem Konik-Einfluss, das Resultat eines Abbildzüchtungsversuch der Gebrüder Heck.

Das polnische Konik-Pferd ist, entgegen der landläufigen Vorstellung nicht das Resultat eines Rückzüchtungsprojekts, sondern eine polnische Landpferderasse. Die Brüder Heck kreuzten diese Koniks mit anderen Pferderassen, etwa Gotland-Ponys, Islandpferden und Przewalski-Pferden. Diese Heckpferde, oft als „Tarpan-Abbildzüchtung“ bezeichnet, wurden später immer wieder mit den Koniks gekreuzt und sind von diesen heute optisch oft nicht unterscheidbar, sie sind jedoch feingliedriger gebaut.
Neben dem Konik/Heckpferd wird dem Exmoor-Pony ebenfalls eine Nähe zum europäischen Wildpferd attestiert. Auch dieses hat eine ursprüngliche, kleine Statur sowie einen robusten Schädelbau und zeigt farblich deutliche Ähnlichkeit mit Höhlenmalereien etwa aus Lascaux und Przewalski-Pferden. So sind etwa ein weißes Maul, die weißen Augenringe und eine helle Körperunterseite vorhanden. Dennoch ist das Exmoor-Pony wie das Konik einfach eine ursprünglich gebliebene Pferderasse.

### Wolf

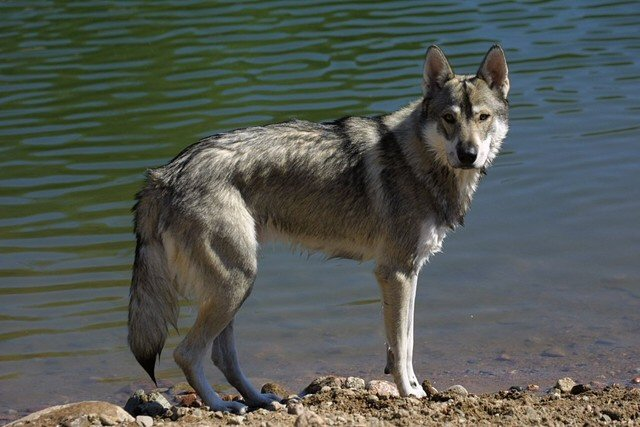
Der Tamaskan ist eine durch Kreuzungs- und Selektionszucht dem Wolf ähnelnde Hunderasse.

Zwar ist der Wolf, die Stammform des Haushunds, keineswegs ausgestorben, doch dessen phänotypisches Erscheinungsbild ist Zuchtziel mancher Hunderassen. Ein Beispiel hierfür ist der Tamaskan, welcher aus der Kreuzung von deutschen Schäferhunden und Schlittenhunden hervorging, die man nach Wolfsmerkmalen selektierte. Auch der Tamaskan ist daher eine Abbildzüchtung.

## Zucht mit ähnlichen Arten bzw. Unterarten

### Quagga
Das Quagga ist eine Ende des 19. Jahrhunderts ausgerottete Subform des Steppenzebras, welche sich durch eine Streifenreduktion besonders auf der hinteren Körperhälfte auszeichnete. Das Quagga Project versucht, eine optische Imitation dieses Tieres durch Selektivzucht auf Streifenreduktion zu erhalten. Einige Exemplare zeigen dies bereits deutlich, doch die Ähnlichkeiten mit dem Quagga werden rein oberflächlicher Natur bleiben.

### Aenocyon dirus

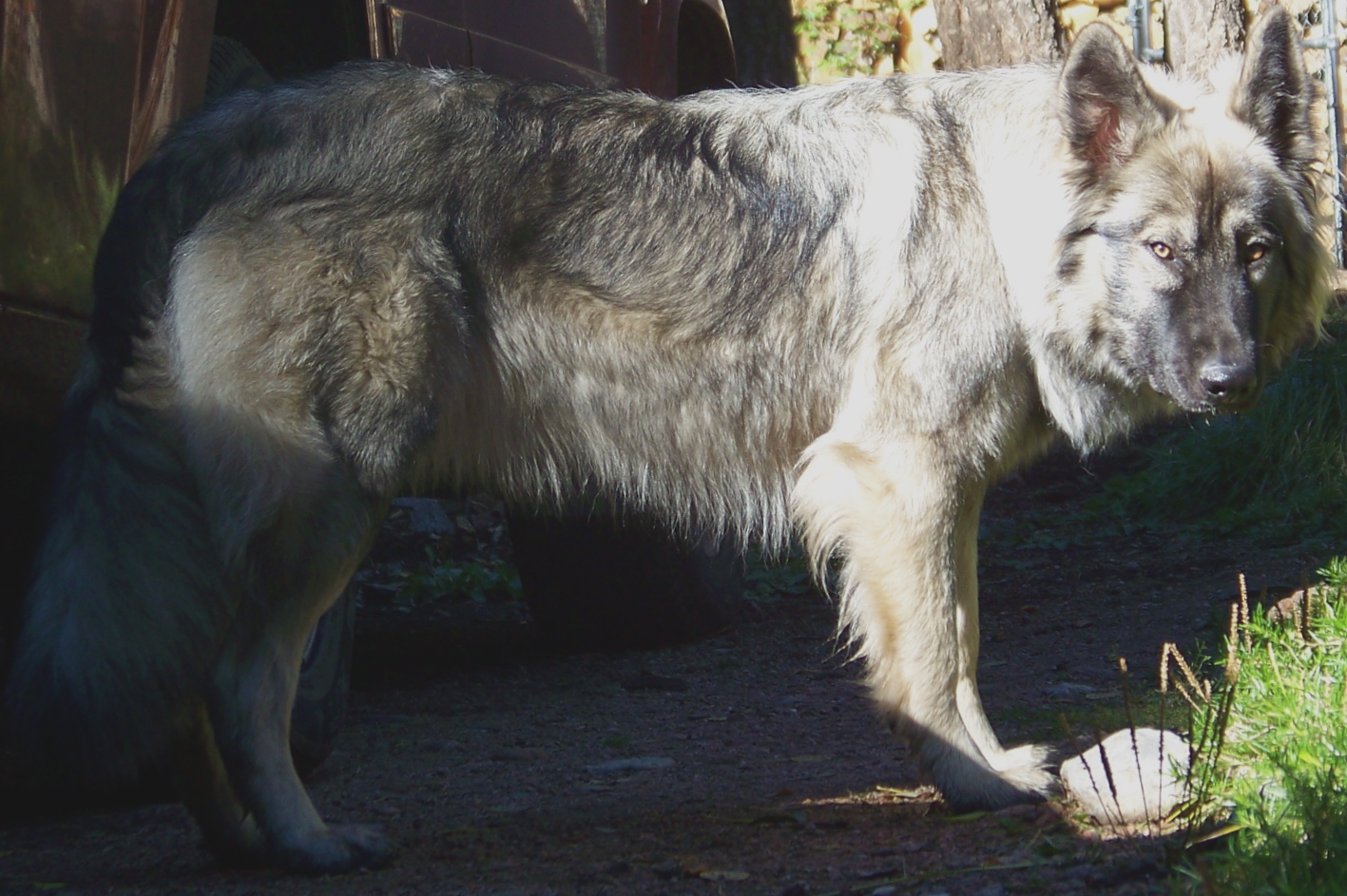
Der „American Alsatian“ wird mit dem Ziel gezüchtet, der ausgestorbenen Art Aenocyon dirus vom Knochenbau her zu ähneln.

Das Dire Wolf Project versucht, eine Hunderasse zu schaffen, welche dem vor rund 10.000 Jahren aus dem Fossilbericht verschwundenen Wildhund Aenocyon dirus hinsichtlich des Skelettbaus, dem einzig mit Sicherheit bekanntem Aspekt des Phänotyps dieser Art, ähneln soll. Die daraus entstehende Hunderasse wird „American Alsatian“ genannt.